# Бона дьо Бурбон
Вижте пояснителната страница за други личности с името Бона.
Бона дьо Бурбон (на френски: Bonne de Bourbon; * ок. 1341; † 19 януари 1402 или 19 януари 1403, Шато дьо Макон, дн. Франция) е графиня на Савоя, наричана Великата мадам. Управлява Графство Савоя в отсъствието на съпруга си от 1366 до 1367 г., през 1383 г. и по време на ранната детска възраст на внука си Амадей VIII през 1391 г.

## Произход
Тя е дъщеря на херцог Пиер I дьо Бурбон (* 1311, † 1356), 2-ри херцог на Бурбон (1342 – 1356), граф на Клермон ан Бовези от 1341 г., граф на Л’Ил Журден и на Божоле, принц на Домб, виконт на Карла, на Мюра и на Шателро, господар на Шато Шинон, велик камерхер на Франция от 1342 г., френски принц и пълководец, и на съпругата му Изабела дьо Валоа (* 1313, † 1383). Нейни дядо и баба по бащина линия са херцог Луи I дьо Бурбон и Мария д’Авен, а по майчина – граф Шарл дьо Валоа и Марго дьо Шатийон-Сен Пол. По майчина линия е племенница на Филип VI дьо Валоа, бъдещ крал на Франция (1328 – 1350). Има един брат и шест сестри:
- Луи II (* 1337, † 1410), 3-ти херцог на Бурбон от 1356 г., съпруг на Ана дьо Оверн (* 1358, † 1417), графиня на Форез и господарка на Меркер
- Жана (* 1338, † 1378), кралица на Франция като съпруга на Шарл V
- Бланш (* 1338, † 1361), кралица на Кастилия и Леон като съпруга на Педро I Жестокия
- Екатерина (* 1342, † 1427), съпруга на Жан VI, граф на Аркур и на Омал, барон на Елбьоф
- Маргарита (* 1344, † пр. 1416), съпруга на Арно-Аманийо д'Албре, господар на Албре, виконт на Тартас, граф на Дрьо
- Изабела († 1345)
- Мария (* 1347, † 1401), приореса на Поаси (1364), игуменка на Поаси (1380).

## Биография

### Годеж и сватба (1355)
Бона е сгодена за Амадей VI, граф на Савоя, съгласно Парижкия договор от 1355 г., който предвижда зестра от 3000 флорина годишно. Тя се омъжва за него през септември 1355 г. в Париж. Веднага след сватбата съпругът ѝ трябва да се върне към Стогодишната война.

### Първо регентство
През 1366 г., когато съпругът ѝ отива на кръстоносен поход в България (т. нар. Савойски кръстоносен поход), той я назначава за регент на Савоя по време на своето отсъствие; тя трябва да управлява с подкрепата на съвета.
През 1367 г. принцът на Пиемонт Жак Савойски-Ахая, братовчед на Амадей, умира. За неговото наследство избухва спор между сина му от втория му брак Филип и вдовицата му Маргьорит дьо Божьо, която представлява интересите на малките си синове Амадей и Лудвиг. Бона, като регентка, успява само да ги предпази от открита война. Тя не успява да разреши спора и Филип трябва да отиде при Амадей VI във Венеция, за да се опита да разреши проблема.
Тя много обича алпийските планински езера на Савоя и се старае да има изглед към езерата от прозорците на стаите си в замъците, в които отсяда. През 1371 г. ръководи изграждането на замъка в Тонон ле Бен с цел да построи имение, което по-лесно да побере големия двор на графа. Новият замък има големи прозорци с изглед към Женевското езеро. Тя е известна покровителка на музикантите и е известна с умението си да свири на арфа.
През юли 1382 г., когато средствата за продължителната война на съпруга ѝ в Италия започват да пресъхват, тя продава някои от бижутата си за над 400 флорина, за да му помогне да се въоръжи отново.

### Второ регентство
През 1383 г., когато съпругът ѝ Амадей VI умира, той оставя завещание, давайки на съпругата си власт над управлението на Савоя, въпреки факта, че синът им Амадей VII вече е на около 20 г. Подкрепена от съвет, ръководен от Луи дьо Косоне и съставен от няколко нейни съюзници като Ото дьо Грандсон, Бона управлява Савоя от името на сина си. Според Макс Бруше един от страховете на съвета в онези дни е нарастващото влияние на френските принцове в Савоя: херцогът на Бери омъжва дъщеря си за Амадей VII, а неговият внук Амадей VIII ще управлява един ден Савоя. Младият Амадей VIII също е сгоден за Мария, дъщеря на Филип II, херцог на Бургундия. И двамата принцове са по-малки братя на френския крал Шарл V и са служили като регенти на своя племенник Шарл VI.

### Трето регентство и смърт
Когато Амадей VII умира от тетанус през 1391 г., Бона става регентка, но влиянието ѝ в Савоя избледнява, когато лекарят на Амадей VII (отговорен за смъртта на графа) обвинява графинята, че е поръчала смъртта на сина си. Херцозите на Бери и на Бургундия също обвиняват няколко членове на съвета на графа в съучастие в убийството и Бона е отстранена от регентството и образованието на внука си – новият граф на Савоя Амадей VIII.
През 1402 г. Бона умира в замъка на Макон на около 61-годишна възраст.

## Брак и потомство
∞ септември 1355 (чрез представител) в кралска резиденция Отел Сен Пол в Париж за Амадей VI, граф на Савоя (* 14 януари 1334 в Шамбери, † 1 март 1383, Кампобасо), от когото има трима сина и една дъщеря:
- дъщеря (* 1358, † няколко седмици по-късно)
- Амадей VII Савойски (* март 1360, † 1 ноември 1391), граф на Савоя; ∞ за Бона дьо Бери (* 1365 † 1435), племенница на Бона дьо Бурбон, от която има три деца.
- Луи Савойски (* края на 1364, † до година след това)
- Антоан Савойски († 1374)